# Ås (Jämtland)
Ås – miejscowość (tätort) w Szwecji, w regionie administracyjnym (län) Jämtland, w gminie Krokom.
Według danych Szwedzkiego Urzędu Statystycznego liczba ludności wyniosła: 1572 (31 grudnia 2015), 1482 (31 grudnia 2018) i 1490 (31 grudnia 2019).